# Bonnard (Yonne)
Bonnard és un municipi francès, situat al departament del Yonne i a la regió de Borgonya - Franc Comtat. L'any 2007 tenia 919 habitants.

## Demografia

### Població
El 2007 la població de fet de Bonnard era de 919 persones. Hi havia 367 famílies, de les quals 95 eren unipersonals (50 homes vivint sols i 45 dones vivint soles), 136 parelles sense fills, 127 parelles amb fills i 9 famílies monoparentals amb fills.
La població ha evolucionat segons el següent gràfic:
Habitants censats

### Habitatges
El 2007 hi havia 430 habitatges, 384 eren l'habitatge principal de la família, 31 eren segones residències i 15 estaven desocupats. 417 eren cases i 10 eren apartaments. Dels 384 habitatges principals, 326 estaven ocupats pels seus propietaris, 51 estaven llogats i ocupats pels llogaters i 7 estaven cedits a títol gratuït; 1 tenia una cambra, 26 en tenien dues, 65 en tenien tres, 115 en tenien quatre i 177 en tenien cinc o més. 304 habitatges disposaven pel capbaix d'una plaça de pàrquing. A 169 habitatges hi havia un automòbil i a 189 n'hi havia dos o més.

### Piràmide de població
La piràmide de població per edats i sexe el 2009 era:
| Homes | Edats   | Dones |
| ----- | ------- | ----- |
| 0     | 95 o +  | 0     |
| 0     | 90 a 94 | 12    |
| 0     | 85 a 89 | 0     |
| 0     | 80 a 84 | 4     |
| 8     | 75 a 79 | 16    |
| 28    | 70 a 74 | 8     |
| 12    | 65 a 69 | 4     |
| 40    | 60 a 64 | 44    |
| 28    | 55 a 59 | 32    |
| 36    | 50 a 54 | 24    |
| 32    | 45 a 49 | 32    |
| 32    | 40 a 44 | 32    |
| 36    | 35 a 39 | 24    |
| 24    | 30 a 34 | 40    |
| 8     | 25 a 29 | 12    |
| 20    | 20 a 24 | 0     |
| 20    | 15 a 19 | 20    |
| 36    | 10 a 14 | 24    |
| 16    | 5 a 9   | 28    |
| 8     | 0 a 4   | 16    |

## Economia
El 2007 la població en edat de treballar era de 553 persones, 394 eren actives i 159 eren inactives. De les 394 persones actives 361 estaven ocupades (203 homes i 158 dones) i 32 estaven aturades (12 homes i 20 dones). De les 159 persones inactives 70 estaven jubilades, 31 estaven estudiant i 58 estaven classificades com a «altres inactius».

### Ingressos
El 2009 a Bonnard hi havia 390 unitats fiscals que integraven 961,5 persones, la mediana anual d'ingressos fiscals per persona era de 17.791 €.

### Activitats econòmiques
Dels 16 establiments que hi havia el 2007, 2 eren d'empreses extractives, 1 d'una empresa de fabricació d'altres productes industrials, 2 d'empreses de construcció, 2 d'empreses de comerç i reparació d'automòbils, 2 d'empreses de transport, 1 d'una empresa d'hostatgeria i restauració, 2 d'empreses de serveis, 1 d'una entitat de l'administració pública i 3 d'empreses classificades com a «altres activitats de serveis».
Dels 5 establiments de servei als particulars que hi havia el 2009, 1 era un establiment de lloguer de cotxes, 3 fusteries i 1 perruqueria.

## Equipaments sanitaris i escolars
El 2009 hi havia 1 escola maternal integrada dins d'un grup escolar amb les comunes properes formant una escola dispersa i 1 escola elemental.

## Poblacions més properes
El següent diagrama mostra les poblacions més properes.